# Johannes Verkolje

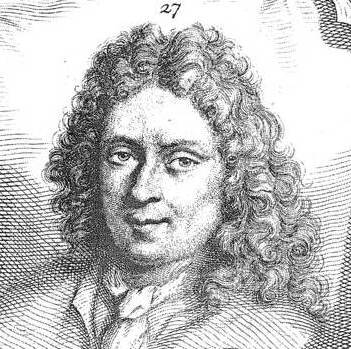
Jan Verkolje

Johannes Verkolje (I) of Vercolje (Amsterdam, 9 februari 1650 - Delft, april 1693) was een schilder van portretten, genrestukken, en een graveur van mezzotints. Zijn composities getuigen van smaak; zijn werk, in het bijzonder de behandeling van stoffen, is uitstekend; zijn specialiteit, is een zilverachtige toon. Ondanks de kwaliteit — hij wordt gewaardeerd voor zijn elegante stijl en finesse — is Verkolje tamelijk onbekend gebleven.

## Biografie
Johannes Verkolje was de zoon van de slotenmaker Benjamin Jacobsz. en Marije Tonnes (of Theunes). Het echtpaar woonde aanvankelijk in de Wolvenstraat. Nog hetzelfde jaar, eind december, werd zijn broer Jacob geboren. Vrijwel alle kinderen werden gedoopt in de dichtbijgelegen Nieuwezijds Kapel. Omdat hij als een jongen drie jaar lang aan bed was gekluisterd na een ongeval aan zijn voet, bracht hij veel tijd door met kijken naar gravures. Deze bezigheid leidde hem naar de kunst. Bronckhorst, destijds een bekend etser, zou daarbij een rol kunnen hebben gespeeld.
Volgens Arnold Houbraken, een tijdgenoot en auteur van biografieën, was Verkolje een wonderkind. Hij had hij zich de kunst van het perspectieftekenen binnen een maand eigen gemaakt. Verkolje was een half jaar leerling van Jan Andrea Lievens. Na het overlijden van de schilder Gerrit Pietersz. van Zijl maakte hij enkele van zijn werken af; ze werden met succes verkocht en Verkolje kreeg naam. 

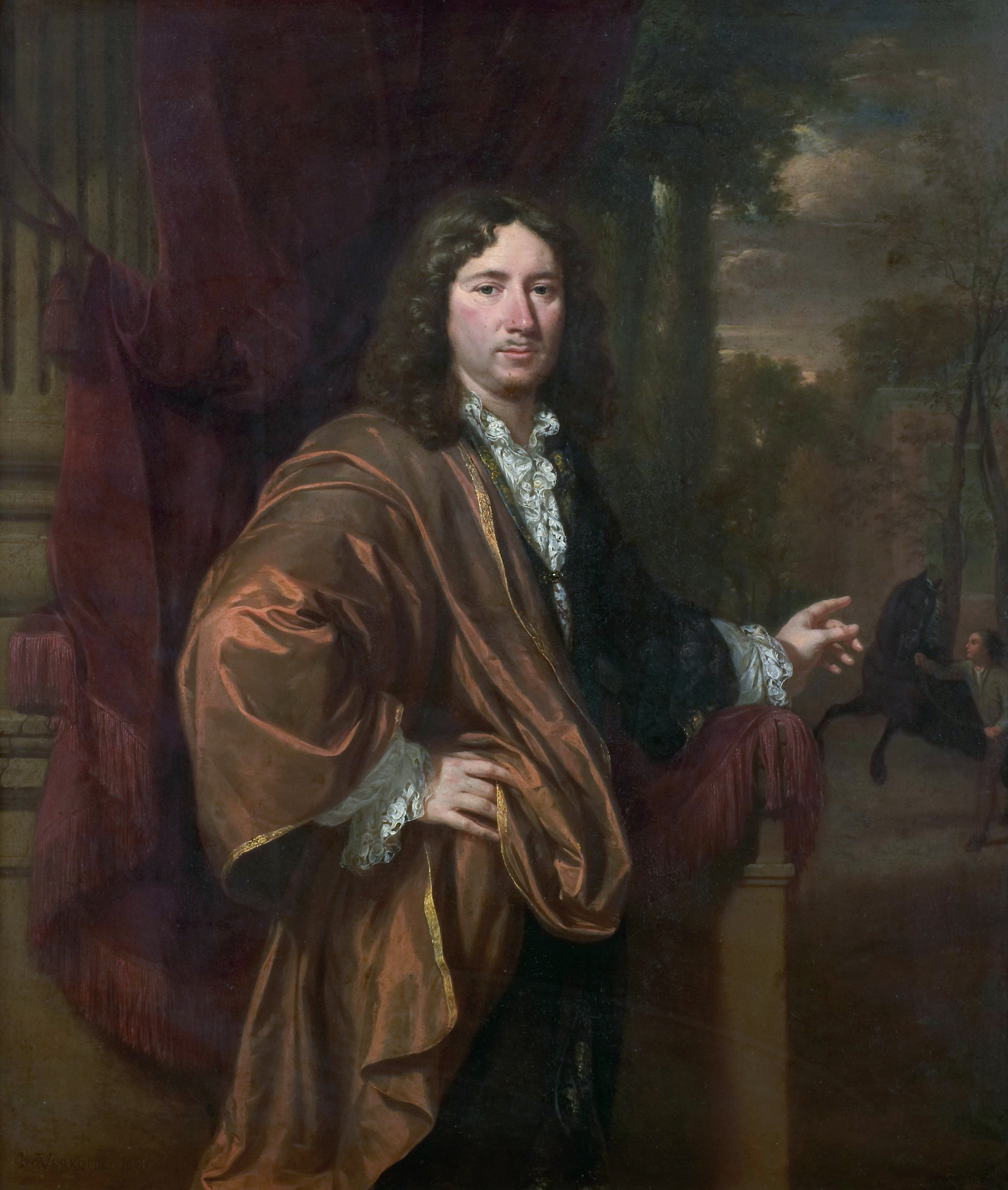
Portret van een man (1685), Rijksmuseum

In 1672 vestigde de jongeman zich via Schipluiden in Delft, en trouwde daar in oktober met Judith Voorheul. Het echtpaar kreeg acht kinderen, drie stierven jong.
In 1673 werd Verkolje lid van het Delftse Sint-Lucasgilde en was tussen 1677 en 1688 enkele malen hun hoofdman. Hij was de schilder van de Delftse elite. Verkolje lijkt het meest bekend van zijn portret van Antonie van Leeuwenhoek. Hij schilderde onder meer de Delftse kunstverzamelaar Johan de la Faille en zijn vrouw, de kinderen van Pieter Paulusz. Teding van Berckhout en Gerard Brandt. Het Rijksmuseum bezit veel werk, onder andere een portret van zijn zuster Margriet. Op diverse schilderijen komen Turkse of Perzische tapijten voor. Zijn zonen Jan en Nicolaas Verkolje, Thomas van der Wilt, Albertus van der Burch, Willem Verschuring en Joan van der Spriet waren bij hem in de leer.
Johannes Verkolje stierf in april 1693 en hij werd 8 mei begraven te Delft. 